# Austrochorema concubium
Austrochorema concubium là một loài Trichoptera thuộc họ Hydrobiosidae. Chúng phân bố ở miền Australasia.